# Праска (хмарочос)
Праска, також Флетайрон-білдінг (англ. Flatiron Building) — хмарочос у Нью-Йорку, США. Висота 22-поверхового будинку дорівнює 87 метрів. Будівництво було завершено в 1902 році. Назву будинок отримав через специфічну форму, що нагадує праску. Проект будинку було розроблено Деніелом Бернхемом у стилі Боз-ар.
Сьогодні Флетайрон-білдінг — національна пам'ятка і один із символів «Великого яблука».

## Розташування та передісторія
Під час прокладки П'ятої авеню між 23-ю вулицею і Бродвеєм утворилася трикутна ділянка з основою завдовжки 26 метрів на 22-й вулиці та вершиною на 23-й вулиці. На цьому місці раніше знаходився чотириповерховий готель «Сен-Жермен» (англ. St. Germaine), споруджений 1855 року.
1857 року цю ділянку і прилеглу до неї територію викупив комерсант Еймос Ено. 1859 року навпроти ділянки між 23-ю та 24-ю вулицями він спорудив фешенебельний Готель П'ята авеню. 1880 року Ено зніс готель Сен-Жермен і побудував на його місці семиповерховий багатоквартирний Дім Камберленд (англ. the Cumberland), а також чотири триповерхові будівлі. За час існування цих будівелль в них знаходилися різні заклади на кшталт стоматології та панчішної крамниці. На розі знаходилася каса залізниці Ері (Erie Railroad).
Те, що Камберленд був значно вищий у порівнянні із сусідньою забудовою, дозволило використовувати його північну стіну для рекламних вивісок. Цим користувалися міські газети, зокрема «The New York Times» та «New York Tribune». Згодом на стіні почали подавати важливі новини, в тому числі про результати виборів, що зробило «трикутник» одним з центрів суспільного життя Нью-Йорка.
Після смерті Ено в 1898 році, цю ділянку було виставлено на аукціон. Після кількох перепродажів її викупив Гаррі Блек, керівник компанії-забудовника «Фуллер». Було вирішено побудувати на цій ділянці нову штаб-квартиру компанії та назвати її «Фуллер-білдінг» на честь засновника Джорджа Фуллера, який помер у грудні 1900 року.

## Історія

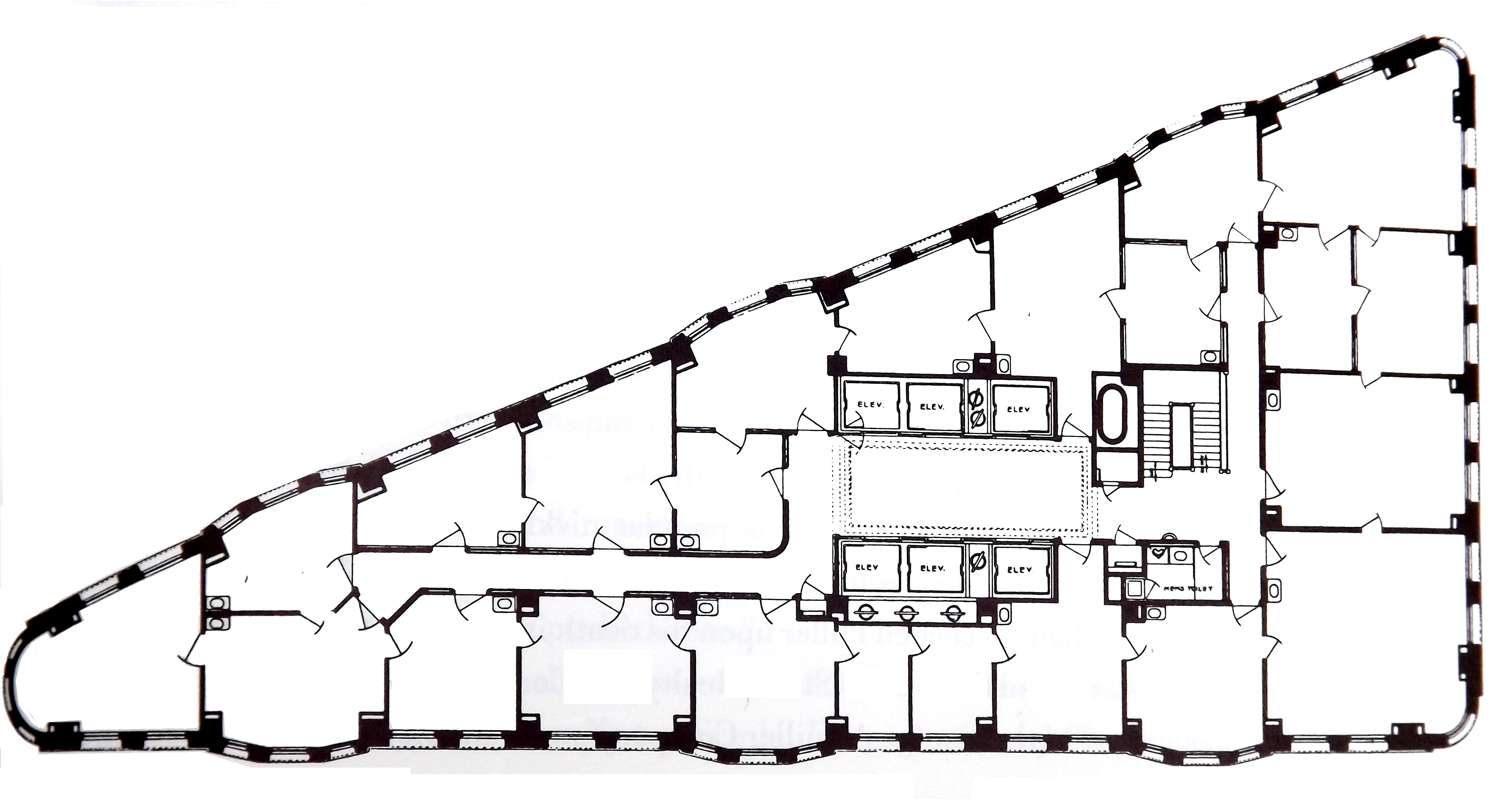
Типовий поверх хмарочоса «Праска»

У жовтні 1871 року чимало будівель Чикаго загинули у великій пожежі. Багато висотних будівель було знищено: під дією надвисоких температур кам'яна кладка обсипалася, а сталеві балки погнулися. Хоча пожежа і стала каталізатором нової забудови та супутнього економічного зростання міста, проте 1892 року міська влада Чикаго запровадила обмеження на максимально допустиму висоту будівель. Того ж року було внесено поправку і в містобудівний кодекс Нью-Йорка. Проте ця поправка, незважаючи на досвід Чикаго, скасовувала протипожежні вимоги до використання кам'яної кладки при будівництві будівель зі сталевим каркасом. Це значно спрощувало будівництво хмарочосів.
Авторами проекту нового хмарочоса виступили чиказькі архітектори Деніел Бернем та Фредерік Динкелберг. Вони втілили в хмарочосі багато характерних рис чиказького стилю.

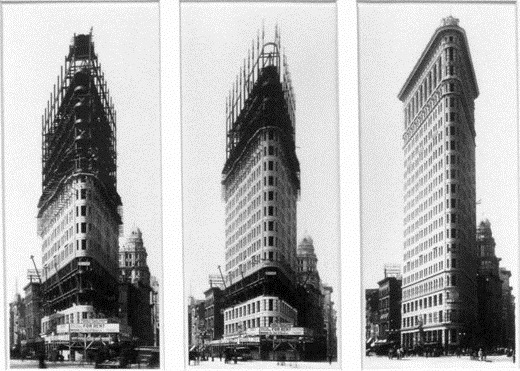
Хмарочос на різних стадіях будівництва

Роботи зі спорудження хмарочоса було розпочато в середині 1901 року. Сталеві балки для нього виготовляла компанія American Bridge Company. При цьому процес був організований таким чином, що багато елементів конструкції збиралися ще на самому заводі-виробнику. Таким чином зростання будівлі становило один поверх на тиждень. До лютого 1902 каркас Флетайрона був готовий, а до середини травня він вже був наполовину облицьований. Повністю будівництво було завершено в червні 1902 року, через всього рік після його початку. На момент спорудження Флетайрон-Білдінг став однією з найвищих будівель в Нью-Йорку.
Хоча спочатку хмарочосу було дано офіційне ім'я «Фуллер-білдінг», воно не прижилося. Будівля, як і ділянка, викликала у городян стійкі асоціації з праскою (англ. flat-iron), так врешті хмарочос і отримав свою нинішню назву.
У тому ж році компанія «Фуллер» увійшла в конгломерат «U. S. Realty» загальною вартістю 66 мільйонів доларів. З часом справи у новоствореної компанії стали йти не дуже вдало, і в жовтні 1925 року Блек був змушений продати хмарочос. Покупцем став Льюїс Розенбаум, єврейський інвестор з Угорщини. Вартість угоди становила 2 мільйони доларів, саме така сума була витрачена на купівлю ділянки, на якій стоїть Флетайрон, та на його будівництво. 1933 року, під час Великої депресії, Розенбаум збанкрутував. Хмарочос перейшов у власність страхової компанії AXA Equitable Life Insurance Company.
1946 року Флетайрон викупила група інвесторів, серед яких був Гаррі Гелмслі. Через шість років, в 1952 році, входи з боку П'ятої авеню і Бродвею були реконструйовані. Місце дверей, оброблених червоним деревом, зайняли непоказні «вертушки» зі сталі та скла, які використовуються і донині. 1991 року фасад будівлі був відреставрований компанією Hurley & Farinella. Через 6 років, в 1997 році, було укладено угоду з продажу будівлі компанії Newmark Grubb Knight Frank.
На початку 2009 року італійська корпорація Sorgente Group придбала половину приміщень хмарочоса. Сума угоди становила близько 190 мільйонів доларів. Тоді ж корпорація повідомила про плани збільшити з часом свою частку, викуповуючи офісні приміщення після закінчення терміну оренди поточних орендарів. Згідно з планами компанії, Флетайрон з офісної будівлі буде перетворений у фешенебельний готель.

### Відгуки

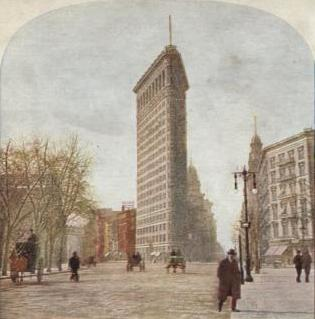
«Океанський пароплав, що тягне на буксирі Бродвей». 1925 рік

Хмарочос «Праска» неоднозначно сприймався сучасниками. Нові віяння у містобудуванні дивували здебільшого європейців. Так англійський художник Філіп Берн-Джонс обізвав його «велетенським кошмаром» (англ. vast horror), у Герберта Веллса хмарочос залишив враження «величезної незавершеності» (англ. immense incompleteness), а французький письменник П'єр Лоті поскаржився на те, що до подібних «похмурих гігантів <…> що ростуть все вище і вище; жахливим і неймовірним», буде складно звикнути.
З іншого боку, американський журналіст Джон Корбін розгледів в хмарочосі, який домінує над Медісон-сквером, «океанський пароплав, що тягне на буксирі Бродвей». Французький ілюстратор Шарль Юар вважав його «безмежний силует» абсолютно хвилюючим; аналогічні почуття ця будівля та й архітектура всього міста викликала у французького композитора Сен-Санса, який відвідав Нью-Йорк в 1906 році.

### Орендарі
В перші роки на 19-му поверсі знаходився центральний офіс компанії «Фуллер». Згодом він переїхав в інший хмарочос, що належить компанії — Фуллер-білдінг на 57-й вулиці.
У будівлі також розташовувалося консульство Російської імперії, а з 1914 по 1918 рік — російські військові заготівельні комісії, які відповідали за великі оборонні закупівлі Росії в США в роки Першої світової війни. Також орендували приміщення редакції журналу «American Architect and Building News» видавця Френка Мансі, страхова компанія Equitable Life Assurance Society та інші. На розі знаходилися магазини тютюнової корпорації United Cigar Stores, а на цокольному поверсі — фешенебельний ресторан на 1500 персон.
Станом на 2019 рік перші поверхи хмарочоса досі займають магазини, а основними орендарями офісних приміщень є різні видавництва.

## Оздоблення

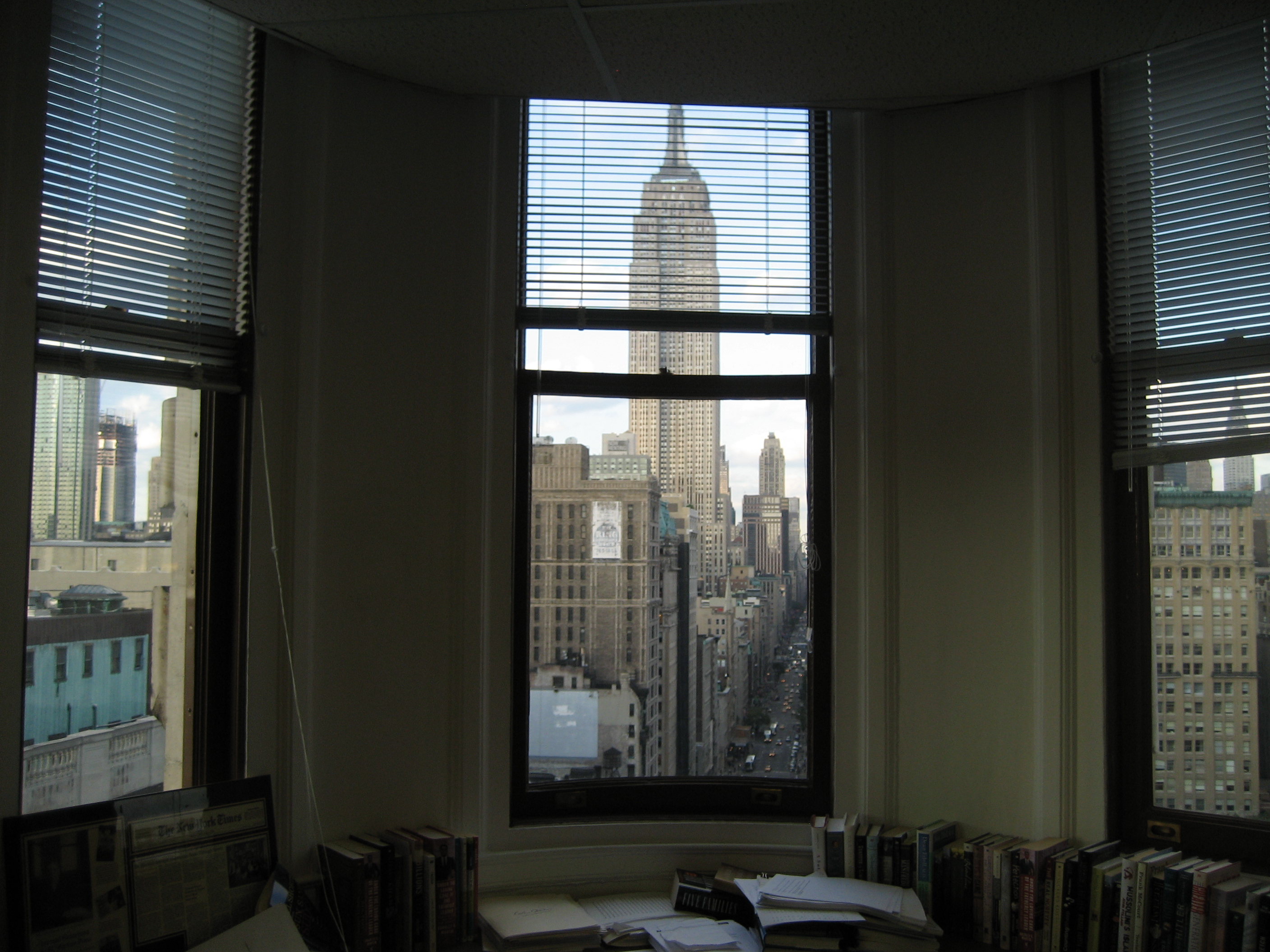
Вид з офісу на розі будівлі

Орнамент хмарочоса виконаний переважно в стилістиці італійського ренесансу. В оформленні колон в самій вузькій частині Флетайрона, орієнтованої на північ, простежується вплив елементів французького ренесансу. Для прикраси фронтону, а також в основі фасаду використані грецькі колони, що складаються з основи, стовбура і капітелі. В оздобленні арок і колон застосовані камінь і теракота, а основного фасаду — неяскрава цегла і та ж теракота; у нижній частині будівлі — обтесаний темно-жовтий вапняк. Віконні рами зроблені з вогнетривкого дерева, облицьованого мідью.
Загалом стиль будівлі, поєднує в собі кілька класичних напрямків і характеризується як Боз-ар.

## Цікавинки

### «23-скіду»
Внаслідок унікального розташування Флетайрона на перетині основних магістралей навпроти Медісон-сквер, на 23-й вулиці біля хмарочоса виникає помітний аеродинамічний ефект. На початку XX століття Це місце притягувало багатьох чоловіків, що заглядалися на та, як розвіваються спідниці жінок і те, що оголює вітер під ними. Цей «флетайронський» ефект знайшов відображення в багатьох поштових картках та ілюстраціях того часу. Крім того, з тих років у вжиток увійшов вислів «23-скіду» (англ. 23 skidoo; дослівно — «„23 — роби ноги“»), якою поліцейські розганяли тодішніх витріщак.

### В кінематографі
Хмарочос «Праска» доволі часто фігурує у кінофільмах. Зокрема тут можна згадати такі фільми, як Червоні (фільм), Людина-павук (фільм), Людина-павук 2 та Людина-павук 3. У фільмі Ґодзілла (фільм, 1998) американська армія руйнує хмарочос, намагаючись таким чином зупинити Ґодзіллу.

## Галерея

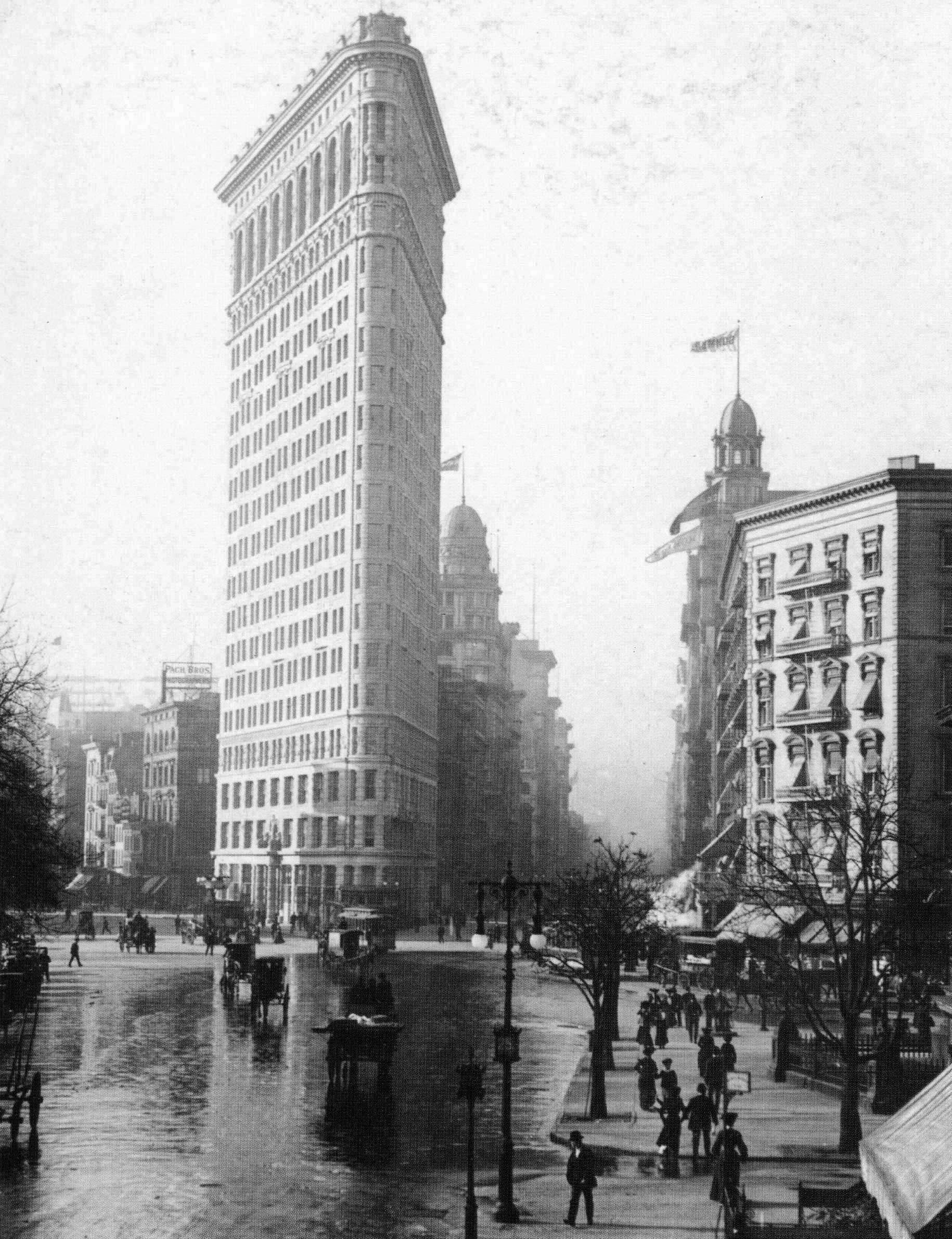
Хмарочос на світлині 1903 року.
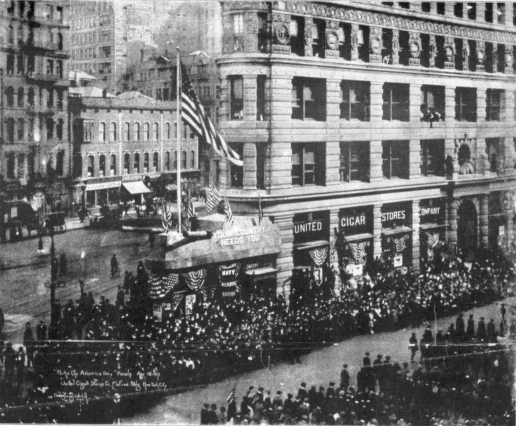
Відділ рекрутингу Військово-морських сил США в Першу світову війну (19 квітня 1917)
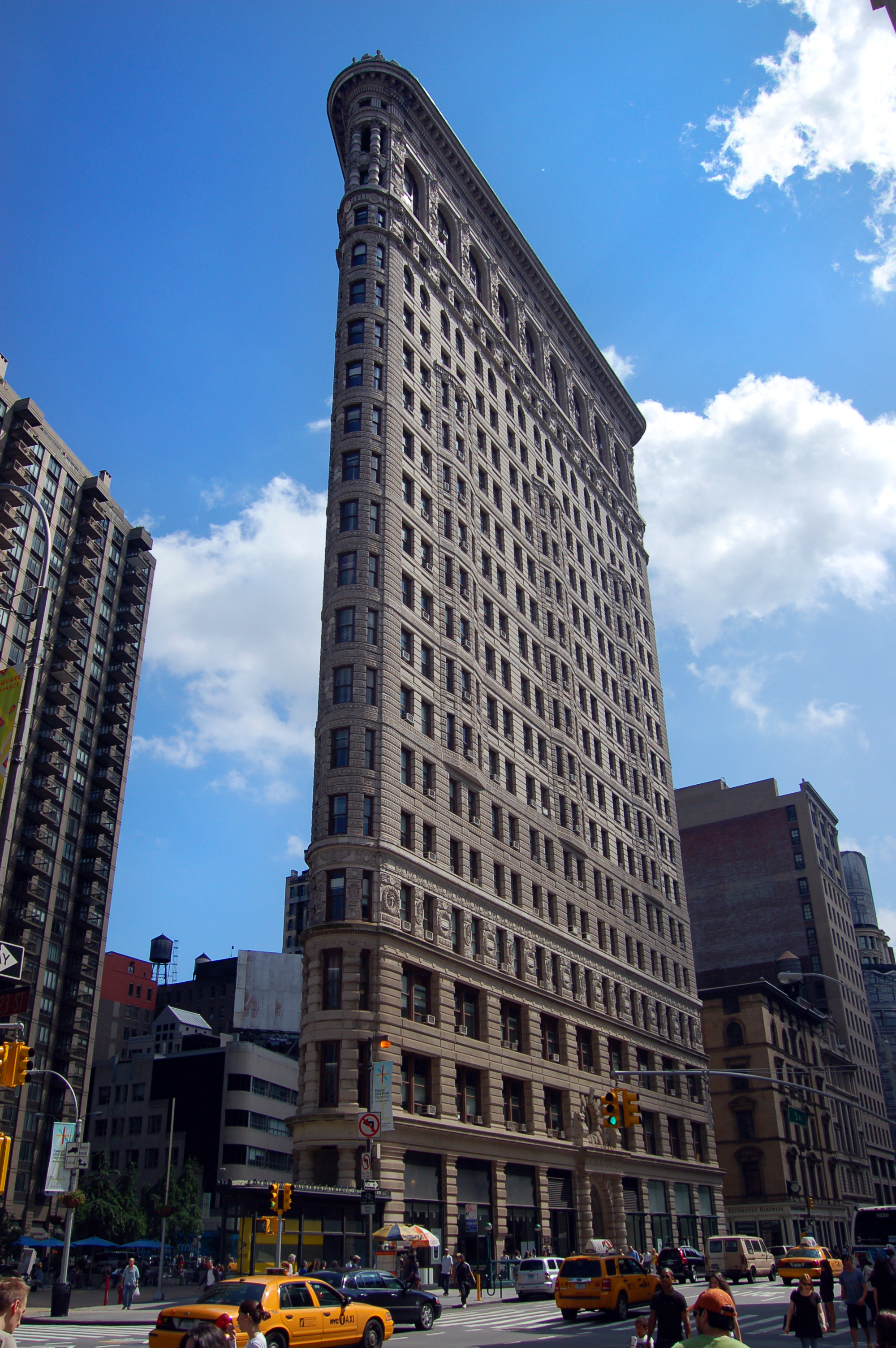
Вид збоку
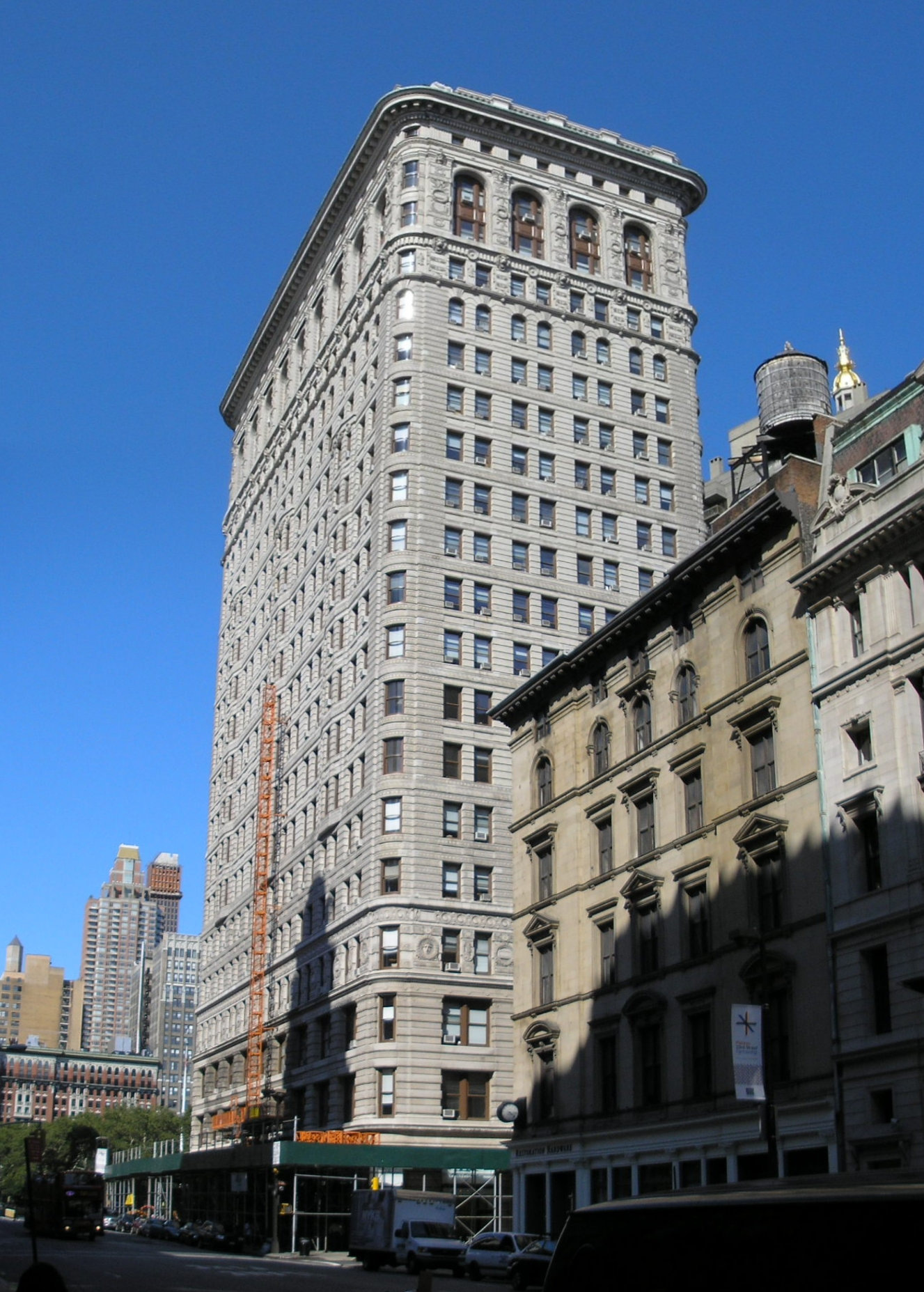
Вид ззаду
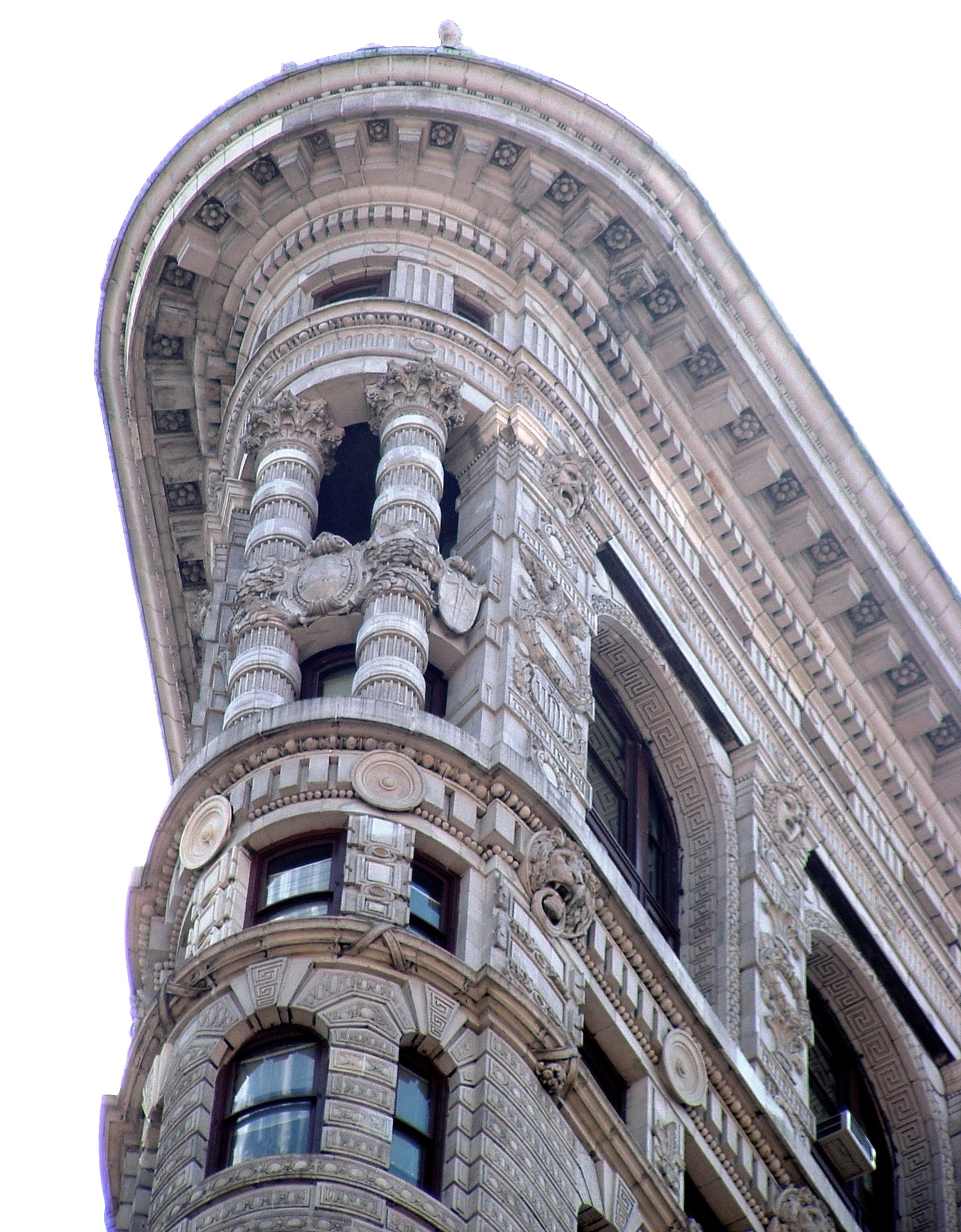
Зблизька верхня частина будівлі